# Elchesheim-Illingen
Elchesheim-Illingen är en kommun och ort i Landkreis Rastatt i regionen Mittlerer Oberrhein i Regierungsbezirk Karlsruhe i förbundslandet Baden-Württemberg i Tyskland. 
Kommunen bildades 1 juli 1971 genom en sammanslagning av kommunerna Elchesheim och Illingen.
Kommunen ingår i kommunalförbundet Durmersheim tillsammans med kommunerna  Au am Rhein, Bietigheim och Durmersheim.